# Enallagma daeckii
Enallagma daeckii là một loài chuồn chuồn kim trong họ Coenagrionidae.
Enallagma daeckii được Calvert miêu tả khoa học năm 1903.